# Union megye (Pennsylvania)
Union megye az Amerikai Egyesült Államokban, azon belül Pennsylvania államban található. Megyeszékhelye és legnagyobb városa Lewisburg. Lakosainak száma 42 681 fő (2020. április 1.). Union megye Lycoming, Northumberland, Snyder, Mifflin, Centre és Clinton megyékkel határos.

## Népesség
A megye népességének változása:
| Lakosok száma | 44 963 | 45 013 | 45 021 | 44 867 | 44 954 | 42 681 |
|               | 2010   | 2011   | 2012   | 2013   | 2015   | 2020   |